# Sous le masque d'un ange
Pour plus de détails, voir Fiche technique et Distribution.
Sous le masque d'un ange (titre anglais : The Stepdaughter) est un film dramatique américain réalisé par Peter Liapis, sorti en 2000.

## Résumé
Élevée dans un orphelinat, puis dans des familles d'accueil dans l'une desquelles elle fut violée, Karen Mills est incarcérée dans une maison de correction à la suite d'une suspicion de meurtre de son violeur tué dans le cadre d'un incendie supposé criminel. Elle décide de se venger de sa mère qui l'a, selon elle, « abandonnée ». Elle a en effet découvert que Maggie Conner est sa mère. Libre, elle change de nom et se fait appeler Susan Heller. Elle fait la connaissance de la famille Conner, et commence à tisser des liens, notamment avec Buddy, son demi-frère, souffrant de retard mental.
Un jour, Maggie est victime d'un accident et est conduite à l'hôpital où Karen est reconnue par Callista Davis, une infirmière qui travaillait auparavant à la maison de redressement où était cette dernière et l'appelle par son véritable prénom.
Elle va se rendre au ranch des Conner, et découvre la double identité de la jeune femme. Karen, agacée par la présence gênante de Callista et se sentant menacée, va alors tuer celle-ci et se débarrasser du corps...
Quelques jours plus tard, Karen décide de mettre à exécution son plan de vengeance contre sa mère et va tuer sa mère en jetant une radio dans son bain. Peu avant de mourir, Maggie lui avoue qu'elle a été obligé de l'abandonner sur l'insistance de sa famille, parce qu'elle entretenait une relation avec un garçon qui fut tuée par la suite au Viêt Nam.
Par la suite, la fille de Maggie, Linda, fait son enquête sur Karen et découvre la vérité sur le passé de la jeune femme qui lui avoue être sa demi-sœur. Celle-ci va alors tenter de la tuer, mais Buddy, dans la panique, fait tomber une fourche, poignardant Karen dans le dos.

## Fiche technique
- Réalisateur : Peter Liapis
- Scénario : Suzanne Dolan et Cyndi Pass
- Durée : 92 minutes

## Distribution
- Andrea Roth : Susan Heller / Karen Mills
- Lisa Dean Ryan (en) : Linda Conner, fille de Maggie et Jesse Conner
- Jaimz Woolvett : Buddy Conner, fils de Maggie et Jesse Conner
- Cindy Pickett (en) : Maggie Conner, épouse de Jesse Conner
- Gil Gerard : Jesse Conner, époux de Maggie Conner
- Bonita Friedericy : Callista Davis Jones

## Tournage
Le film a été entièrement tourné à Santa Clarita en Californie.